# Coos (peuple)
Pour les articles homonymes, voir Coos.
Les Coos sont un peuple amérindien de l'Oregon, aux États-Unis et l'une des trois tribus de la confédération des tribus Coos, Lower Umpqua et Siuslaw. Ils vivent sur la côte pacifique sud-ouest de l'état. La langue Coos est éteinte ou presque éteinte.
Plusieurs sites importants de l'Oregon sont nommés d'après ce peuple, comme  Coos Bay, et le comté de Coos.